# Porphyria
Porphyria is een geslacht van sponsdieren uit de klasse van de Demospongiae (gewone sponzen).

## Soort
- Porphyria flintae Bergquist, 1995